# ¡Salta! (película de 2023)
¡Salta! es una película española de comedia y fantasía de 2023, dirigida por Olga Osorio.
La película tuvo su estreno el 1 de septiembre de 2023.

## Sinopsis
En el verano de 1989 viven dos niños, Teo, un joven futbolero algo travieso, y Óscar, un sabelotodo que pasa las tardes en verano estudiando. En realidad, ambos lidian a su manera con la desaparición de su madre, una científica obsesionada con los agujeros de gusano.

## Reparto
- Tamar Novas como Óscar
- Marta Nieto como Elena
- Mário Santos como Teo
- Rubén Fulgencio como Óscar de 13 años
- Irene Jiménez como Alba
- Saúl Esgueva como Pablo
- Mabel Rivera como Abuela
- Manuel Manquiña como Manuel
- Lara Morgalo como Elena de 12 años
- Machi Salgado[3] como Guerrillero